# Uvex

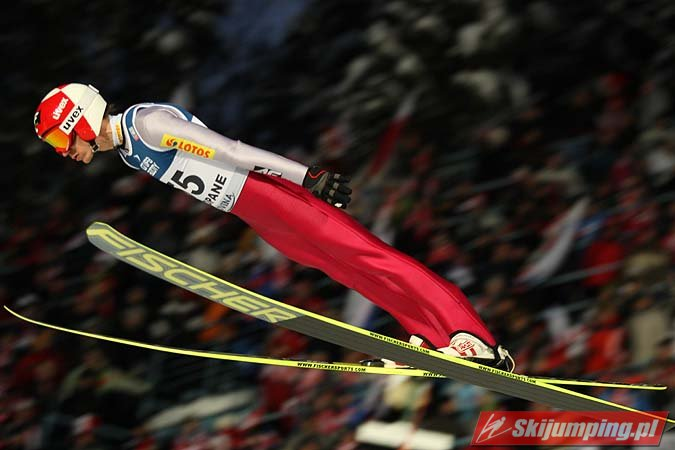
Kamil Stoch w kasku i goglach marki Uvex na zawodach Pucharu Świata w skokach narciarskich w Zakopanem, 2013

Uvex – niemiecki producent akcesoriów ochronnych w tym: kasków rowerowych, gogli, okularów, kasków narciarskich, kasków jeździeckich oraz butów. Firma została założona w 1926 przez Philippa M. Wintera. Produktów marki używa wielu sportowców. Nazwa przedsiębiorstwa jest skrótem od Ultraviolet Excluded i oznacza ochronę przed ultrafioletem.

## Niektórzy sportowcy używający produktów Uvex
- Anders Bardal
- Martina Ertl-Renz
- Kazuyoshi Funaki
- Nicole Hosp
- Ivica Kostelić
- Justyna Kowalczyk
- Stefan Kraft
- Adam Małysz
- Matthias Mayer
- Peter Prevc
- Marlies Schild
- Kamil Stoch
- Anna Veith
- Markus Wasmeier